# Julia Bugajska
Julia Bugajska (ur. 8 stycznia 1912) – polska rolniczka, „Sprawiedliwa wśród Narodów Świata”.

## Życiorys
W trakcie II wojny światowej mieszkała w Zbydniowie (dystrykt krakowski, Generalne Gubernatorstwo). Przyjęła pod swój dach trójkę Żydów: Hermana, Majera i Reginę Zwinklerów, którzy błąkali się po okolicy uciekając przed Niemcami. Wychowywała w tym czasie dwójkę małych dzieci. Wzięła zatem na siebie i bliskich ogromne ryzyko. Starszy z braci, Majer, chcąc odciążyć swą opiekunkę, postanowił znaleźć inną kryjówkę. Złapali go jednak Niemcy i zabili. Julia ukrywała Żydów na poddaszu swojego mieszkania, gdzie przebywali za dnia, schodząc wyłącznie nocą aby się posilić i umyć. Gdy we wsi szukano Żydów, Julia wysyłała Reginę i Hermana na okoliczne pola, aby tam przeczekali niebezpieczeństwo. Opiekowała się nimi aż do stycznia 1945 r., gdy miejscowość zajęła Armia Czerwona.
29 stycznia 1990 r. Instytut Jad Waszem uhonorował Julię Bugajską medalem „Sprawiedliwy wśród Narodów Świata”.